# Wolfgang Muchitsch

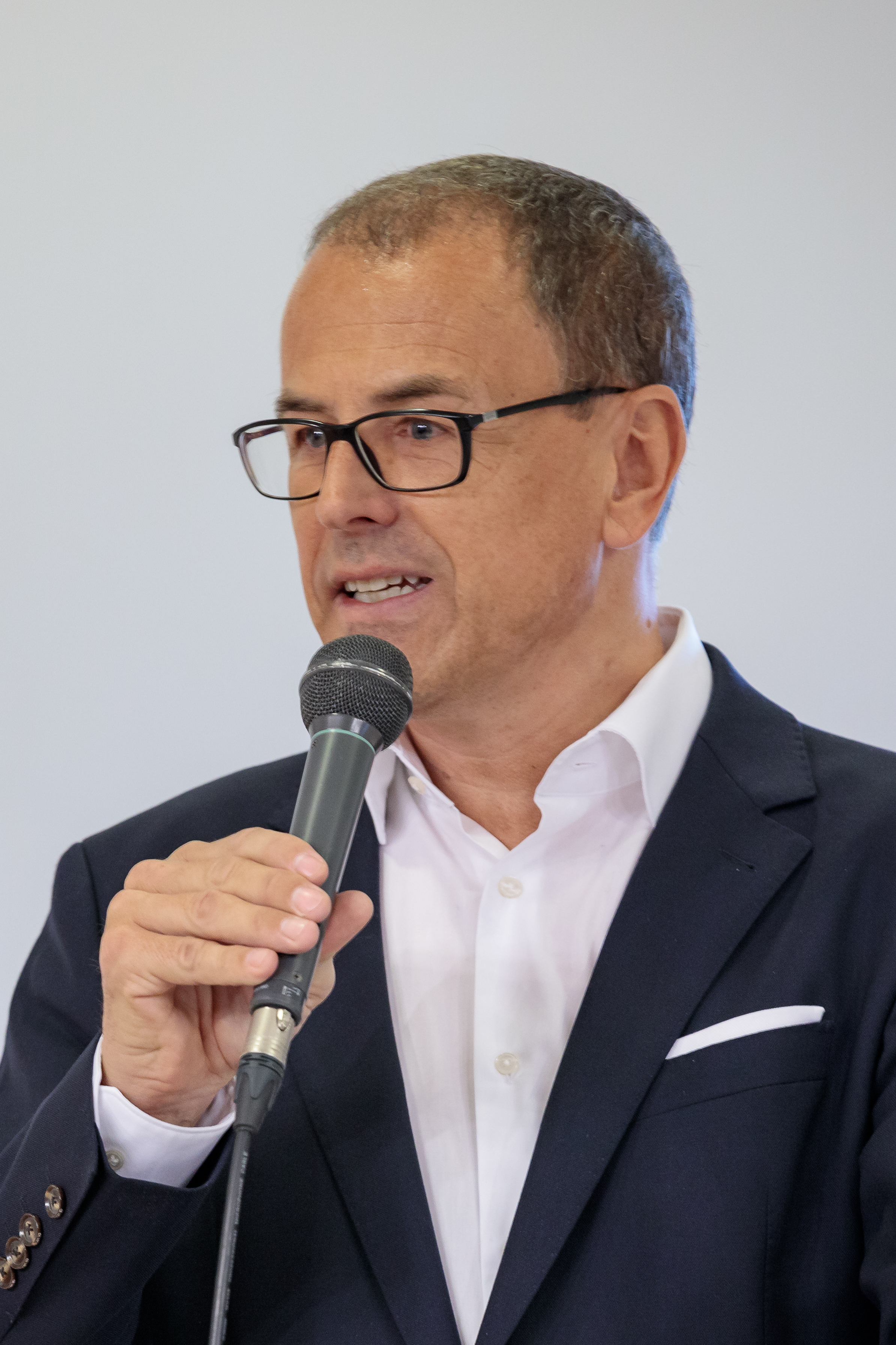
Wolfgang Muchitsch (2019)

Wolfgang Muchitsch (* 25. Oktober 1963 in Graz) ist ein österreichischer Museumsleiter.

## Werdegang
Nach dem Studium der Geschichte, Anglistik und Amerikanistik in Graz war Wolfgang Muchitsch als Universitätslehrer und wissenschaftlicher Projektleiter in Großbritannien, Nordirland und Wien tätig. Von 1992 bis 1995 gehörte er der Stabsstelle für Planung und Organisationsentwicklung der Universität Graz an, und ab 1995 war er im Büro des Ersten Landeshauptmannstellvertreters mit Agenden der Kulturverwaltung des Landes Steiermark betraut.
Ab dem 1. Januar 2003 war er gemeinsam mit Peter Pakesch Geschäftsführer des Universalmuseums Joanneum und in dieser Funktion als Direktor dieses ältesten öffentlichen Museums verantwortlich für die Wahrnehmung aller wissenschaftlichen Belange sowie für alle Sammlungen und die gesamte Infrastruktur des Joanneums. Von September 2015 bis Dezember 2017 war er alleiniger Geschäftsführer der Universalmuseum Joanneum GmbH. Seit Januar 2018 fungierte er wieder als wissenschaftlicher Geschäftsführer. Zu seinem Nachfolger als wissenschaftlichen Geschäftsführer des Universalmuseums Joanneum ab dem 1. Jänner 2023 wurde Marko Mele bestellt.
Mit April 2023 übernahm Wolfgang Muchitsch die wissenschaftliche Leitung des Landesmuseum für Kärnten mit seinen Außenstellen sowie dem neugestalteten kärnten.museums.

## Mitgliedschaften
Bereits seit 2003 im Vorstand des Museumbunds Österreich tätig, war Wolfgang Muchitsch von 2012 bis 2023 Präsident des Museumsbunds Österreich. Zudem war bzw. ist er u. a. auch Präsident des Vereins der Volkskunde (= Trägerorganisation des Österreichischen Museums für Volkskunde), Vorsitzender des Publikumsforums Haus der Geschichte Österreich, Vorsitzender der Evaluierungskommission bzw. des wissenschaftlichen Beirats des Heeresgeschichtlichen Museums, Vorstandsvorsitzender der Privatstiftung Österreichischer Skulpturenpark, Präsidiumsmitglied des Absolventenvereins der Universität Graz sowie Vorstandsmitglied des Vereins Steirische Eisenstraße, des Internationalen Städteforums Graz und der Wirtschaftshilfe für Studierende Steiermark.
Im Oktober 2023 folgte ihm Matthias Beitl als Präsident des Museumsbunds Österreich nach.

## Schriften (Auswahl)
- Österreicher im Exil. Großbritannien 1938–1945. Eine Dokumentation. Österreichischer Bundesverlag, Wien 1992.
- Mit Spaten, Waffen und Worten. Die Einbindung österreichischer Flüchtlinge in die britischen Kriegsanstrengungen 1939-1945. Europaverlag, Wien Zürich 1992.
- Staat = Fad. Demokratie Heute. Markierungen für eine offene Gesellschaft. Hrsg. (mit Helmut Konrad und Peter Schachner-Blazizek). Leykam, Graz 1995.
- Res Publica. Festschrift für Peter Schachner-Blazizek zum 60. Geburtstag. Hrsg. (mit Harald Eitner, Werner Hauser und Günter Getzinger). Leykam, Graz 2002.
- Sammeln. Museum zum Quadrat 18. Hrsg. (mit Karl Stocker). Turia + Kantm, Wien 2006.
- Helmut Konrad. Meine Gedanken zur Zeit. Hrsg. (mit Elisabeth Fiorioli). Leykam, Graz 2008.
- 200 Jahre Universalmuseum Joanneum. Hrsg. (mit Peter Pakesch). Graz 2011.
- Peter Schachner-Blazizek. Ein weises, gutes Leben. Hrsg. (mit Werner Hauser und Albert Trattner). Verlag Österreich, Wien 2012.
- Does War Belong in Museums? The Representation of Violence in Exhibitions. Hrsg. transcript Verlag, Bielefeld 2013.
- Zur Lage der Museen in Österreich. Eine Bestandsaufnahme. Mit Statements aus der österreichischen Museumscommunity. Hrsg. (mit Günter Kradischnig). Graz 2018.
- Das Museum im digitalen Raum. Zum Status quo in Österreich. Graz 2019.
- Sammlungen sichten. Im Herzen des Museums. Graz 2020.